# Фор-Ліберте
Фор-Ліберте́ — адміністративний центр Північно-Східного департаменту Гаїті. Головною історичною подією для міста стало підписання Декларації про суверенітет Гаїті 29 листопада 1803 року.

## Населення
За даними перепису 2006 року кількість населення міста становить 11 465 осіб. Більшість населення спілкується французькою та власною національною мовами. Основна релігія — католицизм.

## Географія та історія
Фор-Либерте — частина Північно-Східного департаменту, що межує з Домініканською Республікою. Департамент є одним з найбільших у Гаїті. Його площа становить 1805 квадратних кілометрів.
За колоніальних часів на території сучасного міста розміщувались плантації кави, соснові ліси, що використовувались для виробництва вугілля. Було там і кілька фортів.
Фор-Ліберте омивається затокою, яка має стратегічно зручне розташування. 1731 року французи збудували там військово-морську базу, якою вони володіли до Гаїтянської Революції.
Довжина узбережжя затоки становить 13 кілометрів, на узбережжі — дуже низький піщаний пляж. Є рифи із мангровими лісами і дві височини загальною площею 0.8 квадратних кілометрів. Височини вказують на вхід до порту.

## Клімат
Місто має досить приємний тропічний клімат із прохолодним океанським бризом та середньою річною температурою повітря 30 °C.